# El Pedregal (Guerrero)
El Pedregal es una localidad del estado mexicano de Guerrero. Es parte del municipio de Teloloapan.

## Demografía
| Censo | Población |
| ----- | --------- |
| 2000  | 142       |
| 2010  | 1 551     |
| 2020  | 2 801     |